# Julián del Casal
Julián del Casal y de la Lastra (La Habana, 7 de noviembre de 1863 - La Habana, 21 de octubre de 1893) fue un poeta cubano, uno de los máximos exponentes de la literatura modernista en español.

## Biografía
Nació en La Habana el 7 de noviembre de 1863, hijo de Julián del Casal y Ugareda, natural de Vizcaya, y María del Carmen de la Lastra y Owens, natural de Artemisa, donde fundó un periódico, escrito a mano, que llevó por título El Estudiante. Obtuvo el título de bachiller en 1879.
Publicó su primer poema conocido en un seminario de arte, ciencia y literatura llamado El Ensayo, en el número editado el 13 de febrero de 1881. Ese mismo año comenzó a trabajar como escribiente en el Ministerio de Hacienda e ingresó en la Facultad de Derecho de la Universidad de La Habana. No obstante, abandonó sus estudios de leyes para dedicarse a la literatura.
En noviembre de 1888 emprendió un viaje a Europa con la pretensión de visitar París, ciudad que le atraía enormemente. Sin embargo, este viaje se vio frustrado. Estuvo en Madrid, donde trabó amistad con Salvador Rueda y con Francisco Asís de Icaza, y finalmente regresó a Cuba en 1889 sin haber llegado a visitar la capital de Francia. De vuelta a su país, comenzó a acudir a las tertulias de la Galería Literaria y en 1890 publicó su primer libro de poemas Hojas al viento. Abandonado su puesto en Hacienda, trabajó como corrector y luego como periodista. En estos años conoce a Juana Borrero.
En 1891 había llegado Rubén Darío a La Habana, con quien Casal entabló amistad. El primero le dedicó a éste El clavicordio de la abuela; Casal, por su parte, había conseguido ese mismo año que La Caricatura apareciese el poema de Darío La negra Dominga; también publicó en La Habana Elegante un artículo sobre su amigo el 5 de enero de 1893.
La tarde del 21 de octubre de 1893, en la redacción de La Habana Elegante, Casal escribió un suelto al que dio el título de Mi libro de Cuba, que trata del texto de Lola Rodríguez de Tió. También corrigió parcialmente las pruebas de su libro Bustos y rimas. Esa misma noche murió súbitamente en la sobremesa de una familia amiga, en casa del doctor Lucas de los Santos Lamadrid. En un ataque de risa provocado por un chiste de uno de los presentes, sufrió la rotura de un aneurisma, que causó una hemorragia mortal. Algunos médicos consideran que la causa de su muerte fue la tuberculosis que padeció.

## Traducciones
- Хулиан дель Касаль. Хосе Марти. Средь сумерек и теней. Избранные стихотворения. Перевод с испанского Сергея Александровского. — М.: Водолей, 2011. – 256 с. (Julián del Casal. José Martí. Entre las densas sombras. Poesías escogidas. Traducción en ruso: Serguei Alexandrovsky. — Moscú: Editorial Vodoley, 2011. – 256 páginas).